# Thalassobathia
Thalassobathia es un género de peces marinos actinopeterigios, distribuidos por el sudeste del océano Pacífico y el este del océano Atlántico.

## Especies
Existen solamente dos especies reconocidas en este género:
- Thalassobathia nelsoni Lee, 1974
- Thalassobathia pelagica Cohen, 1963